# Ines Jaouadi
Ines Jaouadi (nacida en 1989) es una jugadora de balonmano tunecina. Juega en el Equipo Tunecino Nacional de Balonmano y participó en el Campeonato Mundial de Balonmano Femenino de 2011 en Brasil.
- Datos: Q3150683